# Atsushi Shirai
Atsushi Shirai (白井 淳?, Shirai Atsushi; Prefettura di Kumamoto, 18 aprile 1966) è un ex calciatore giapponese, di ruolo portiere.